# Rhabdomastix minima
Rhabdomastix minima är en tvåvingeart som beskrevs av Alexander 1926. Rhabdomastix minima ingår i släktet Rhabdomastix och familjen småharkrankar. Inga underarter finns listade i Catalogue of Life.